# Paragryllus
Paragryllus is een geslacht van rechtvleugeligen uit de familie krekels (Gryllidae). De wetenschappelijke naam van dit geslacht is voor het eerst geldig gepubliceerd in 1844 door Guérin-Méneville.

## Soorten
Het geslacht Paragryllus omvat de volgende soorten:
- Paragryllus arima Otte & Perez-Gelabert, 2009
- Paragryllus cocos Otte & Perez-Gelabert, 2009
- Paragryllus insolitos Otte & Perez-Gelabert, 2009
- Paragryllus crybelos Nischk & Otte, 2000
- Paragryllus circularis Gorochov, 2007
- Paragryllus concolor Gorochov, 2007
- Paragryllus eclogos Otte, 2006
- Paragryllus elapsus Desutter-Grandcolas, 1992
- Paragryllus martini Guérin-Méneville, 1844
- Paragryllus ovalis Gorochov, 2007
- Paragryllus rex Saussure, 1874
- Paragryllus simplex Chopard, 1948
- Paragryllus temulentus Saussure, 1878
- Paragryllus tricaudatus Fairmaire, 1858